# John Montgomery (jinete)
John Carter Montgomery (Elizabethtown, 22 de noviembre de 1881-Washington D. C., 7 de junio de 1948) fue un deportista estadounidense que compitió en hípica y polo.
Participó en dos Juegos Olímpicos de Verano en los años 1912 y 1920, obteniendo dos medallas, bronce en Estocolmo 1912 (hípica) y bronce en Amberes 1920 (polo).

## Palmarés internacional
| Juegos Olímpicos | Juegos Olímpicos   | Juegos Olímpicos  | Juegos Olímpicos |
| Año              | Lugar              | Medalla           | Categoría        |
| ---------------- | ------------------ | ----------------- | ---------------- |
| 1912             | Estocolmo (Suecia) | Medalla de bronce | Por equipos      |

| Juegos Olímpicos | Juegos Olímpicos  | Juegos Olímpicos  | Juegos Olímpicos |
| Año              | Lugar             | Medalla           | Competición      |
| ---------------- | ----------------- | ----------------- | ---------------- |
| 1920             | Amberes (Bélgica) | Medalla de bronce | Torneo masculino |